# Облін
Облін (пол. Oblin) — село в Польщі, у гміні Мацейовиці Ґарволінського повіту Мазовецького воєводства.
Населення — 383 особи (2011).
У 1975-1998 роках село належало до Седлецького воєводства.

## Демографія
Демографічна структура станом на 31 березня 2011 року:
|          | Загалом | Допрацездатний вік | Працездатний вік | Постпрацездатний вік |
| -------- | ------- | ------------------ | ---------------- | -------------------- |
| Чоловіки | 200     | 47                 | 129              | 24                   |
| Жінки    | 183     | 36                 | 100              | 47                   |
| Разом    | 383     | 83                 | 229              | 71                   |